# Courtemanche
Courtemanche is een gemeente in het Franse departement Somme (regio Hauts-de-France) en telt 96 inwoners (2009). De plaats maakt deel uit van het arrondissement Montdidier.

## Geografie
De oppervlakte van Courtemanche bedraagt 4,1 km², de bevolkingsdichtheid is dus 23,4 inwoners per km².
De onderstaande kaart toont de ligging van Courtemanche met de belangrijkste infrastructuur en aangrenzende gemeenten.

## Demografie
Onderstaande figuur toont het verloop van het inwonertal (bron: INSEE-tellingen).